# Queluz
Queluz – portugalskie miasto, freguesia w Dystrykcie Lizbońskim, w gminie Sintra.
Powierzchnia wynosi 2,93 km², a liczba ludności 27 913 (dane z 2001 roku). Gęstość zaludnienia wynosi 9 526,6 osób na km². Freguesia Queluz jest znana głównie z tego, że znajduje się w niej Pałac Królewski, XVIII-wieczna budowla będąca wzorcowym przykładem architektury rokoko w Portugalii.
24 lipca 1997 roku Queluz otrzymała prawa miejskie. Tego dnia została odłączona od Massamá i Monte Abraão.
W Queluz urodził się Piotr I, cesarz Brazylii, oraz wielu innych portugalskich monarchów.